# American III: Solitary Man
American III: Solitary Man je treći album Johnnyja Casha snimljen za American Recordings, objavljen 2000. Između albuma Unchained i Solitary Man Cashovo se zdravlje pogoršalo zbog raznih bolesti, a bio je i hospitaliziran zbog upale pluća. Bolest je prisilila Casha da se odrekne turneja. Album American III: Solitary Man predstavlja Cashov odgovor na bolest, pogotovo pjesmom "I Won't Back Down" Toma Pettyja, kao i "One" grupe U2. Album, kao i dva prethodna Cashova albuma, producirao je Rick Rubin, a Cash je osvojio Grammy za najbolju mušku vokalnu izvedbu za obradu pjesme "Solitary Man" Neila Diamonda.

## Popis pjesama
| 1.    | »I Won't Back Down«                                     | Tom Petty/Jeff Lynne                            | 2:09 |
| 2.    | »Solitary Man«                                          | Neil Diamond                                    | 2:25 |
| 3.    | »That Lucky Old Sun (Just Rolls Around Heaven All Day)« | Haven Gillespie/Beasely Smith                   | 3:28 |
| 4.    | »One«                                                   | Bono, Adam Clayton, The Edge, Larry Mullen, Jr. | 3:53 |
| 5.    | »Nobody«                                                | Egbert Williams                                 | 3:53 |
| 6.    | »I See a Darkness«                                      | Will Oldham                                     | 3:42 |
| 7.    | »The Mercy Seat«                                        | Nick Cave/Mick Harvey                           | 4:35 |
| 8.    | »Would You Lay with Me (in a Field of Stone)«           | David Allan Coe                                 | 2:41 |
| 9.    | »Field of Diamonds«                                     | Johnny Cash, Jack Routh                         | 3:15 |
| 10.   | »Before My Time«                                        | Johnny Cash                                     | 2:55 |
| 11.   | »Country Trash«                                         | Johnny Cash                                     | 1:47 |
| 12.   | »Mary of the Wild Moor«                                 | Dennis Turner                                   | 2:32 |
| 13.   | »I'm Leaving Now«                                       | Johnny Cash                                     | 3:07 |
| 14.   | »Wayfaring Stranger«                                    | Narodna                                         | 3:19 |
| 42:15 |                                                         |                                                 |      |

## Izvođači
- Johnny Cash - vokali, gitara
- Martyn Atkins - fotografija
- Norman Blake - gitara
- Billy Bowers - digitalna montaža
- Mike Campbell - gitara
- John Carter Cash - pomoćni producent
- June Carter Cash - vokali (9)
- Laura Cash - gusle
- Lindsay Chase - koordinator produkcije
- Danny Clinch - fotografija
- David Coleman - umjetnička režija
- Sheryl Crow - vokali (9), harmonika (12,14)
- Richard Dodd - pomoćni tehničar
- David Ferguson - tehničar, miksanje
- Merle Haggard - gitara, vokali (13)
- Will Oldham - vokali (6)
- Larry Perkins - gitara
- Tom Petty - vokali i orgulje (1), vokali (2)
- Lou Robin - menadžment
- Rick Rubin - producent
- D. Sardy - pomoćni tehničar
- David Schiffman - pomoćni tehničar, miksanje (9)
- Eddie Schreyer - mastering
- Randy Scruggs - gitara
- Marty Stuart - gitara
- Benmont Tench - klavir, orgulje, harmonium
- Chuck Turner - digitalna montaža

## Ljestvice
Album - Billboard (Sjeverna Amerika)
| Godina | Ljestvica      | Pozicija |
| ------ | -------------- | -------- |
| 2000.  | Country albumi | 11       |
| 2000.  | Pop albumi     | 88       |